# Bernardo Corradi
Bernardo Corradi (Siena, 30 de Março de 1976) é um ex-futebolista e treinador de futebol italiano. 
Fez parte da lista de convocados da Seleção Italiana para a disputa da Euro 2004.